# Carlos Fonseca Suárez
Carlos Fonseca Suárez (San José, 1987) es un escritor costarricense puertorriqueño. Es el autor de las novelas Colonel Lágrimas, Museo animal y Austral.

## Biografía

### Primeros años y estudios
Fonseca Suárez nació en San José, capital de Costa Rica, en 1987, hijo de padre costarricense y madre puertorriqueña. Pasó la mayor parte de su adolescencia en Puerto Rico. En 2009 se graduó en Literatura Comparada en la Universidad de Stanford. Más adelante ingresó en Princeton, donde obtuvo un doctorado en Literatura y Cultura latinoamericanas. Vive en Londres y es profesor en la Universidad de Cambridge.

### Obra
Su primera novela, Coronel Lágrimas, fue publicada en España y Latinoamérica por la editorial Anagrama y en idioma inglés por Restless Books, recibiendo aclamación crítica. The Guardian la calificó como un "debut deslumbrante" y en The New York Times Book Review se refirieron a la obra como una "magnífica ópera prima". En 2017 publicó una nueva ficción, denominada Museo animal, así como un libro de ensayos titulado La lucidez del miope (Editorial Germinal), por el cual recibió el premio Aquileo J. Echeverría en la rama de ensayo. En 2020 publicó The Literature of Catastrophe: Nature, Disaster and Revolution in Latin America (Bloomsbury Academic), basado en los resultados de su investigación doctoral en Princeton.
Su obra ha sido publicada y reseñada en medios escritos como The Guardian, BOMB, Art Flash y The White Review. En 2016 fue incluido en la lista de los viente mejores escritores jóvenes de Latinoamérica en la Feria Internacional del Libro de Guadalajara. Un año después apareció en la lista Bogotá39, una iniciativa que igualmente reconoce a los escritores jóvenes de América Latina. En 2021 fue seleccionado por la revista Granta como uno de los 25 mejores escritores jóvenes en español.

#### Novelas
- 2015: Coronel Lágrimas.
- 2017: Museo Animal.
- 2022: Austral.

#### Ensayos
- 2017: La lucidez del miope.